# Голомбек, Гарри
Гарри Голомбек (англ. Harry Golombek; 1 марта 1911, Лондон — 7 января 1995, там же) — английский шахматист; почётный гроссмейстер (1985), международный арбитр (1954). Редактор журнала «Бритиш чесс мэгэзин» (1938—1940). Шахматный обозреватель газеты «Таймс» (с 1945) и «Обсервер» (с 1955). Шахматный литератор; автор свыше 30 книг, в том числе шахматной энциклопедии (1977).
Чемпион Англии (1947, 1949 и 1955). В составе сборной команды страны участник олимпиад (1935—1962).
Лучшие результаты в международных турнирах: Антверпен (1938) — 1-е; Монтевидео (1939) — 2-е (1-е — А. Алехин); Леуварден (1947) и Берн (1948) — 1-е; Бевервейк (1949) — 4-5-е; Венеция (1949) — 4-7-е; Пейнтон (1950) — 1-е; Бад-Пирмонт (1951) — 5-е; Гастингс (1952/1953) — 1-4-е; Богнор-Риджис (1953) — 1-2-е места.
Арбитр матчей на первенство мира (1954—1963), соревнований претендентов, межзональных турниров.

## Книги
- Capablanca’s 100 best games of chess, L.f 1947;
- Reti’s best games of chess, L., 1954;
- A history of chess, L. — N. Y., 1976;
- The encyclopedia of chess, L. — N. Y., 1977.